# Еліас Рамаема
Генерал-майор Еліас Фісоана Рамаема (англ. Elias Phisoana Ramaema; 10 листопада 1933 — 11 грудня 2015) — голова Військової ради, четвертий прем'єр-міністр Лесото.

## Життєпис
Народився 10 листопада 1933 року в Мапотензі, район Береа. Закінчив середню освіту в Ромському коледжі в 1956 році.
Він працював робочим-мігрантом на золотодобувній шахті президента Штейна у місті Велком протягом 1957—1958 років. У 1959 році він повернувся додому та вступив до поліції в місті Басутоленд. Після здобуття незалежності країни його перевели до новоствореного мобільного підрозділу воєнізованої поліції, який згодом став Силами оборони Лесото. Він отримав звання підполковника і пройшов спеціалізовану підготовку в Південній Африці. Як один із шести членів Військової ради, він наглядав за міністерствами планування, фінансів, державної служби та праці та розвитку робочої сили. Урядові джерела також описали його як посередника у конфліктах між Військовою радою та королем Мошвешве II та людиною генерала Юстіна Леханія.
Його найбільшим досягненням було нагляд за перетворенням влади в Лесото на цивільне правління, та скасував проект конституційного пункту, який би закріпив військову присутність у кабінеті міністрів. Він також головував на конституційних переговорах і допускав парламентські вибори, що призвели до мирного переходу влади до нового демократично обраного уряду Нцу Мохеле.
Після відставки з посади прем'єр-міністра він звільнився з військової служби і займався приватними та державними підприємствами, що включало службу в парламентських комітетах, а також спеціальним консультантом у Верховному суді Лесото.
Він помер 11 грудня 2015 року.